# Auduns borg
Auduns borg (også kendt som Audunsborg og Hegrenes-borgen) er ruinerne af et borganlæg og slot i sten ved Hegranes i Jølster kommune, Sogn og Fjordane. Ruinerne stammer fra baron Audun Hugleikssons borg på Ålhus. Borgen blev sandsynligvis opført i slutningen af 1200-tallet, men det er usikkert om det blev færdigbygget. I dag er kun fundamentet bevaret, under et tørvelag i en forhøjning ved Jølstervatnets bred. Bygningen har målt omkring 22 x 13 m.
Borgruinen er nævnt i skriftlige kilder allerede fra 1600-tallet, og beskrevet af Bergens biskop Jacob Neumann i 1823.
I 2010 gennemførte Norsk institutt for kulturminneforskning (NIKU) en geofysisk undersøgelse af borgen og de nærliggende områder. Resultaterne fra disse undersøkelser bekræftee i stor grad oplysningerne fra Neumann.